# Verbascum arenicolum
Verbascum arenicolum är en flenörtsväxtart som beskrevs av Hub.-mor.. Verbascum arenicolum ingår i släktet kungsljus, och familjen flenörtsväxter. Inga underarter finns listade i Catalogue of Life.